# میرسلاو شیندلکا
میرُسلاو شیندلکا (انگلیسی: Miroslav Šindelka; ۲۷ ژوئن ۱۹۶۳ –) کارگردان فیلم، تهیه‌کننده فیلم، و فیلم‌نامه‌نویس اهل کشور اسلواکی بود. او در سال ۱۹۹۶ شرکت تولید فیلم «فیلم فکتوری» را تأسیس کرد.